# Хімера-де-Лібар
Хімера-де-Лібар (ісп. Jimera de Líbar) — муніципалітет в Іспанії, у складі автономної спільноти Андалусія, у провінції Малага. Населення — 473 особи (2010).
Муніципалітет розташований на відстані близько 430 км на південь від Мадрида, 70 км на захід від Малаги.

## Демографія
Динаміка населення (INE ):

## Галерея зображень

Розташування муніципалітету у провінції Малага
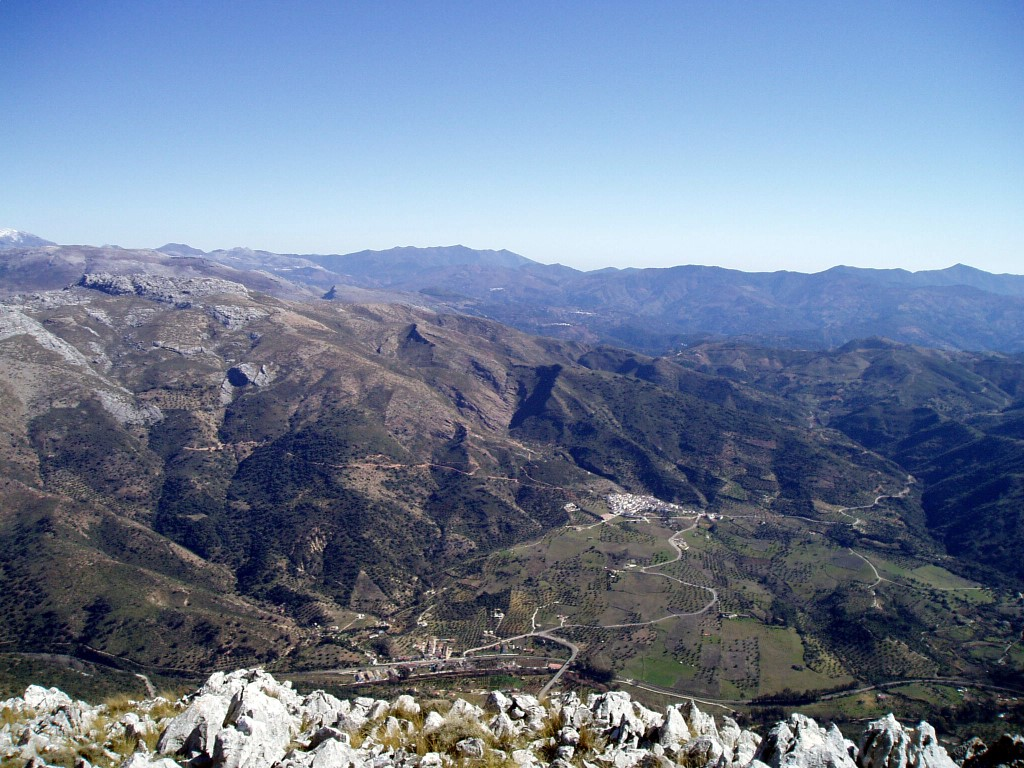
Хімера-де-Лібар